# Iolana khayyami
Iolana khayyami är en fjärilsart som beskrevs av Georges Bernardi 1964. Iolana khayyami ingår i släktet Iolana och familjen juvelvingar. Inga underarter finns listade i Catalogue of Life.